# Burí
|  | Per a altres significats, vegeu «Burí (desambiguació)». |

|  | No s'ha de confondre amb Buri. |

Un burí és tant l'instrument emprat per fer un gravat, com el producte generat, la làmina amb ranures dièdriques formades rascant el material amb la tècnica del gravat al burí. L'utensili, un mànec amb un cisell d'acer trempat de secció romboïdal, quadrada o circular.És una eina d'acer trempat, tallada oblíquament en un dels seus extrems, de reduïdes dimensions, que fan servir els gravadors de metall i fusta.

## Descripció

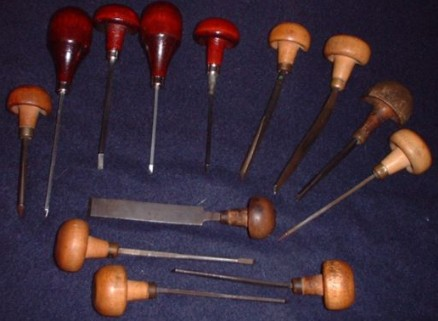
Conjunt de burins.

El burí està format per un mànec arrodonit amb forma de bolet i un eix d'acer temperat, que ve del mànec en angle i que acaba amb una cara de tall molt afilada.
El burí recorda en la seva forma a una arada. Els tipus més omnipresents tenen una cara quadrada o de pastilla, un repertori de gamma alta en té molts d'altres. Un burí tint consisteix en una cara quadrada amb dents, per crear moltes línies fines i molt espaiades. Un puntejat eina permet la creació de punts fins. Un burí pla consta d'una cara rectangular i s'utilitza per tallar grans porcions de material alhora.

## Història
El burí és un instrument prehistòric que servia per a tallar pedra o fusta, es feia retocant una ascla. Actualment s'utilitza gravat al burí, talla dolça o intaglio, i en la xilografia. Al segle xi, el monjo Theophilus ja l'esmentava. Sembla que les eines de gravat de cisell eren les que feien servir els orfebres, de fet l'aspecte actual del burí deriva dels utilitzats pelsorfebres del segle xv.
Vasari, el 1550, confirma el vincle entre l'orfebre i el gravador de buril  . “Els especialistes tendeixen a pensar que l'intaglio va néixer cap al 1430, al nord d'Europa, entre Alemanya i els Països Baixos. El gravat en coure té un handicap en comparació amb el gravat en fusta: aquest últim es podria imprimir alhora que el text sempre que la fusta i els personatges respectin el peu del rei (és a dir, 23  cm d' alçada). En canvi, el gravat en coure requeria dues operacions i dues premses. El primer llibre il·lustrat amb gravats de cisell es va imprimir a Bruges el 1476. El 1477 es va publicar una obra a Florència  amb gravats en coure executats per Baccio Baldini .

## Ús

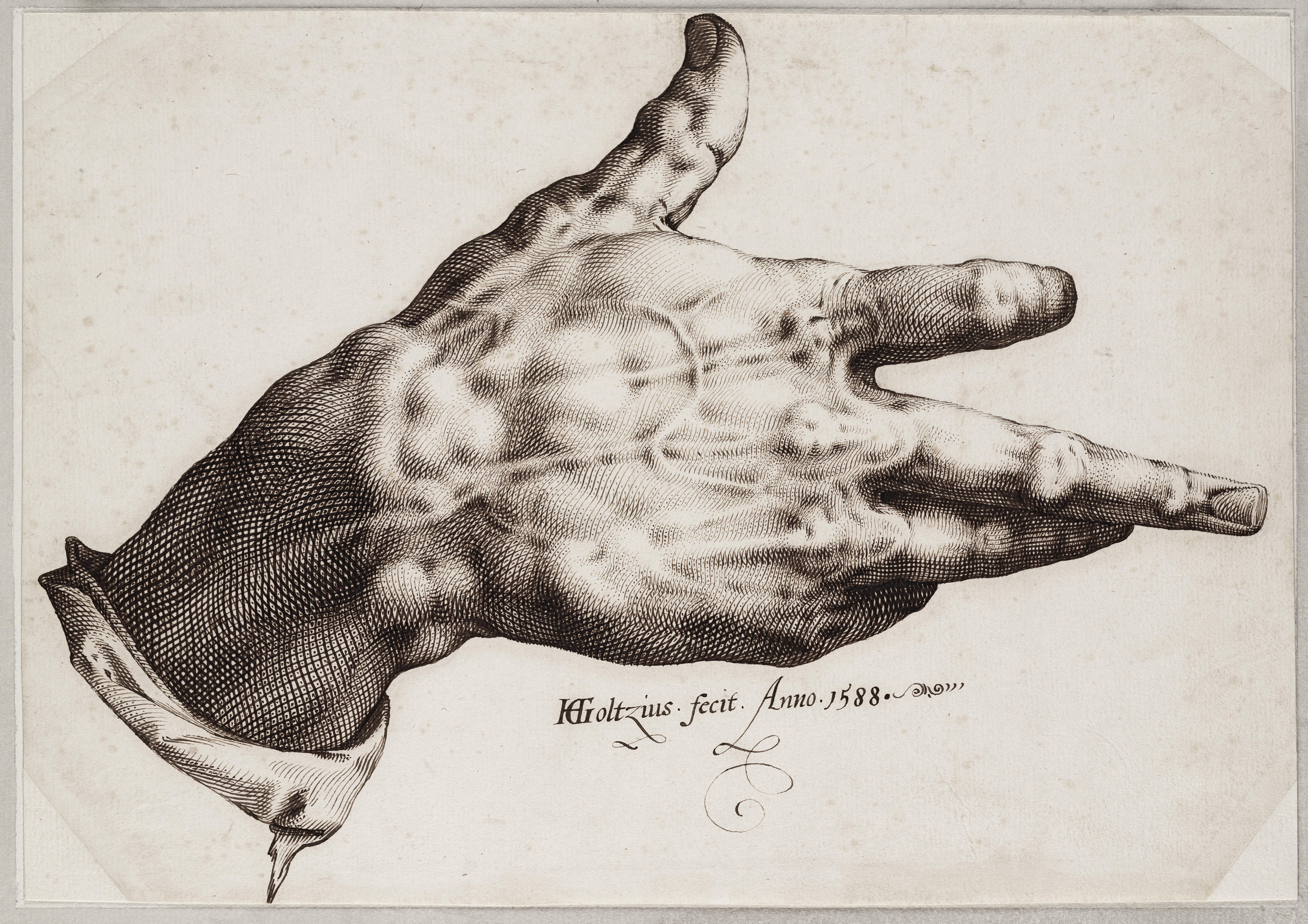
La mà malformada d' Hendrik Goltzius, que era especialment adequada per a l'ús d'un burí

Un burí de gravat és emprat predominantment pels gravadors d'intaglio, i també pels gravadors en la fabricació de gravats de fusta. Normalment, un gravador té diverses eines, de diferents mides i formes de tallar
Es manté aproximadament a 30° de la superfície. El dit índex i el dit mig el guien, mentre que el mànec queda dins del palmell de la mà. El gravador flamenc del segle xvi, Hendrik Goltzius, es va demostrar molt hàbil en el seu ús, ja que es va trobar amb que la seva mà mal formada era molt adequada per aguantar i empènyer el burí.

### Gravat al burí
El gravat al burí és una modalitat de gravat al buit; la tinta es diposita a les parts gravades. La matriu és de metall (concretament de coure); això significa que és un gravat calcogràfic. Segons la tècnica de la calcografia, la matriu es treballa de manera directa per acció manual.